# 立候補
立候補（りっこうほ、英: candidacy）とは、特定の立場に就く人または団体やグループを選ぶ際に行う「選考・選定」の「候補者」の状態のことである。「立候補する」として述語として使われる。
「選考・選定」が行われる際に、自薦他薦を問わず、任意の個人または団体やグループなどが、その立場に就く候補として「正式手続きを経て選考（選挙）を待つ状態」のことである。
立候補に承認が必要な場合は、それが受理されるまでは「立候補を予定している」と説明される。

## 概要
立候補をすることを「出馬」と例えられることもある。俗語では有るが新聞の見出しや「立候補」と説明をした上で本文で使われることも有る。
選考・選定には多くのやり方がある。投票方式の選挙はその一形態である。有識者による選考などもある。
オリンピックなど、イベントが計画されている段階で、都市がそのイベントの開催地としての名乗りを上げることも立候補ということがある。
芸能界においても立候補という言葉が使われており、例えばAKB48の作品が製作される場合に、それに出演する人物の選定が選挙（AKB48 32ndシングル 選抜総選挙など）で行われている場合があり、それの出演を希望するメンバーは立候補をした上でファンに投票を呼びかけている。

### 公職選挙
日本では公職選挙の立候補については公職選挙法第68条で細かく定められている。
立候補をするためには本人が被選挙権を有していることに加えて、本人の届出や他人による推薦や政党等による届出が必要であるなどと定められている。
1947年3月以前は候補者本人の同意を得ない推薦による届け出も可能であったが、1947年3月以降は候補者本人の同意を得ない推薦による届け出は不可能となった。
1964年7月以前は立候補の届け方に制限はなく郵送等によることも可能だったが、1964年7月に公職選挙法が改正されて立候補の届出は郵送等を禁止して選挙管理委員会への直接持ち込みに限定する規定が設けられた。
1983年11月以前は立候補の受付期間は数日間にわたっていたが、1983年11月に公職選挙法改正で公示日又は告示日の一日のみに限定された。